# مسجد أطة قلعة

صورة قديمة لمسجد أده قلعة.

مسجد أطة قلعة أو قلعة أطة (بالتركية العثمانية: آطه قلعه)‏ وقد بُني المسجد، الذي يرجع تاريخه إلى عام 1903، في موقع دير الفرنسيسكان في وقت سابق. نقلت السجادة من المسجد، وهو هدية من السلطان العثماني عبد الحميد الثاني، إلى مسجد كونستانتسا في عام 1965.

## وصلات خارجية
- Insula Ada-Kaleh: Vechi Imagini